# Maison Coignard
Pour les articles homonymes, voir Coignard.
À Paris, il y avait, au no 35 de la rue de Picpus, le couvent des chanoinesses régulières de Saint-Augustin : cette communauté, fondée en 1647 et appelée à cette époque Notre-Dame-de-la-Victoire-de-Lépante, célébrait le 7 octobre l'anniversaire de cette victoire de 1572 sur les Turcs.

## Historique
À la Révolution, en 1792, on chassa les quarante religieuses de leurs deux hectares de jardins. Sous la Terreur, à la fin de 1793, un certain Eugène Coignard y ouvrit une maison de santé pour recevoir de riches « suspects », détenus dans les différentes prisons de Paris, que l'on faisait passer pour malades. Non loin de là, rue de Charonne, au no 157, un ancien menuisier du nom de Jacques Belhomme l'avait précédé en créant dès 1769 une maison du même genre. Moyennant une pension exorbitante, la plupart de ces privilégiés échappaient à la guillotine.
Des intermédiaires rançonnaient ces détenus de luxe au prix fort et négociaient avec les autorités leur transfert dans ces maisons. La corruption n'était pas le seul motif de cette activité : l'influence de membres du Comité de sûreté générale ou du Comité de salut public, soucieux de protéger leurs amis prisonniers, s'exerçait également.
Les détenus les plus célèbres furent le marquis de Sade et Choderlos de Laclos, l'auteur des Liaisons dangereuses qui y résidèrent ensemble du 27 mars au 15 octobre 1794. Le rival et voisin de Coignard, Jacques Belhomme, condamné à six ans de fers pour avoir un peu trop abusé de la situation, s'y retrouva pensionnaire.
En juin 1794, des terrassiers ouvrirent une grande brèche dans le mur d'enceinte et creusèrent une fosse de 8 mètres sur 5 au fond du jardin : cette fosse était destinée à recevoir les corps des guillotinés. Les protestations de Coignard ne servirent à rien. Un tombereau commença à apporter les corps que l'on exécutait chaque jour sur la place du Trône toute proche (aujourd'hui place de la Nation) — en fait à la barrière du Trône.
Les aides du bourreau dénudaient les cadavres tandis qu’à côté on brûlait du thym et du genièvre pour atténuer l’odeur de putréfaction des corps déjà entreposés. Puis les dépouilles étaient tirées à terre jusqu'aux fosses, où on les tassait le plus possible par manque de place. Les têtes étaient jetées comme des boules pour remplir les vides.
Au début, les fosses restèrent ouvertes en permanence sans qu'aucun lit de chaux n'y soit étalé. L'odeur était effroyable. Plus tard, on établit au-dessus un plancher en charpente percé d'une trappe. Du 13 juin au 28 juillet, on y jeta de trente à cinquante personnes chaque jour. Le nombre officiel fut de 1 306 inhumations.
Les policiers Jean-Baptiste Marino, Prosper Soulès, Nicolas André Marie Froidure et François Dangé y furent enterrés le 17 juin 1794 sous le nez de plusieurs hommes qu'ils avaient arrêtés : MM. de Dampierre, Le Picard, Sabatier et Desprez, le couple Titon. Le bourreau Sanson avait battu ce jour-là son record : 54 personnes en 24 minutes, ce qui lui valut une gratification des députés.
Après le 9-Thermidor, les prisonniers s'efforçant d'être transférés au plus vite, la maison Coignard ne fit plus recette : quand les fosses furent comblées en juin 1795, un an après, elle avait fermé ses portes depuis longtemps.
En 1805, les familles des personnes inhumées à cet endroit s’associèrent pour racheter le couvent et y installèrent une congrégation de religieuses. On créa aussi un cimetière privé, le cimetière de Picpus, où ces familles se firent enterrer pour reposer près de leurs parents exécutés. Parmi ces tombes se trouvent celles de G. Lenotre, historien de la Révolution française, et de La Fayette.

## Filmographie
- Sade, film français (2000) de Benoît Jacquot (d’après le roman de Serge Bramly). Ce film retrace le  séjour du marquis de Sade (incarné par Daniel Auteuil) à Picpus. Le citoyen Coignard est incarné par Philippe Duquesne.

## Sources
- Jacques Hillairet, Connaissance du Vieux Paris, Payot & Rivages, 1993, p. 361-362.
- Maurice Lever, Sade, Fayard, 1991, p. 527-535.